# Pendant

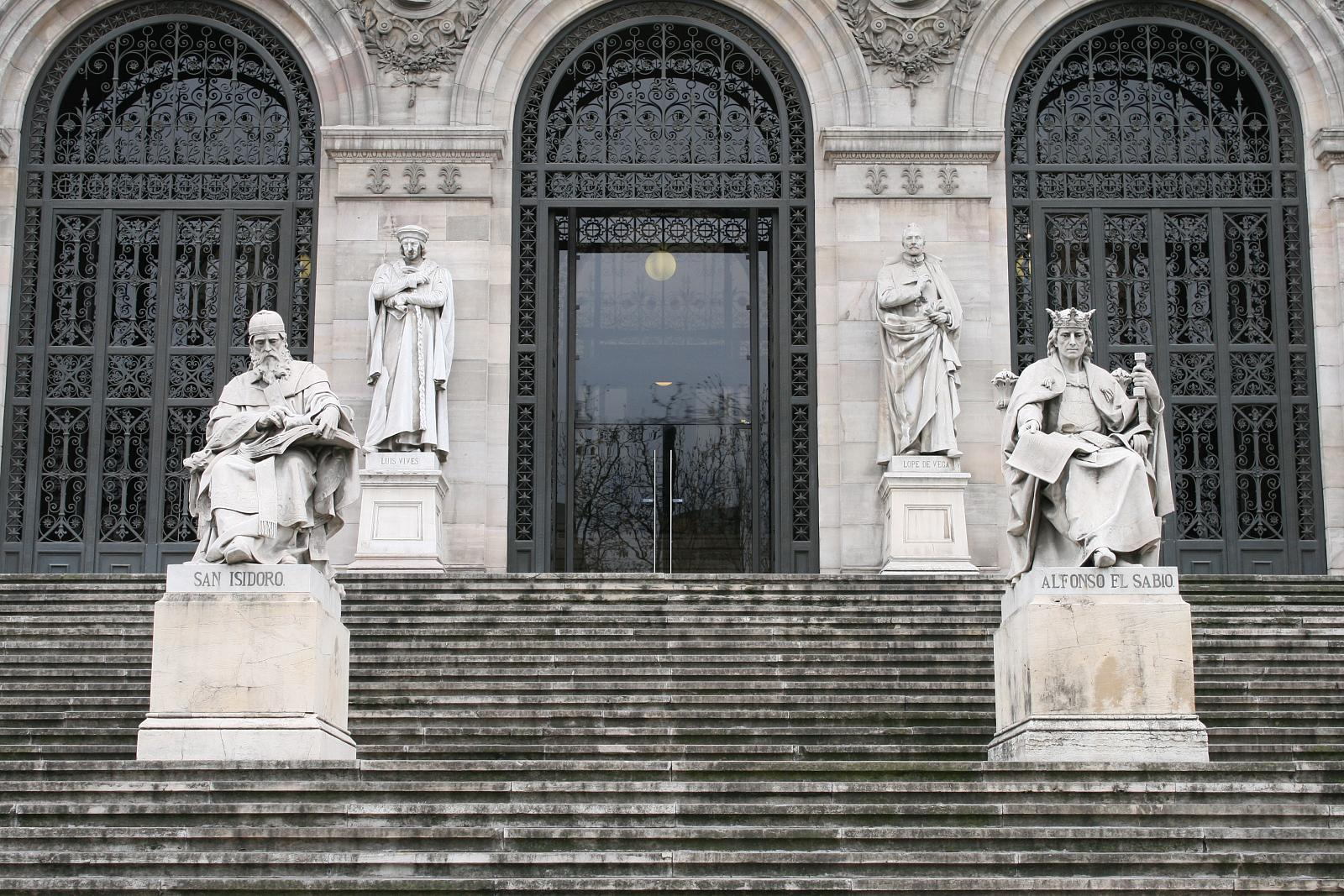
Estatuas sedentes de San Isidoro y Alfonso el Sabio, de José Alcoverro, haciendo pendant en la entrada de la Biblioteca Nacional de España.

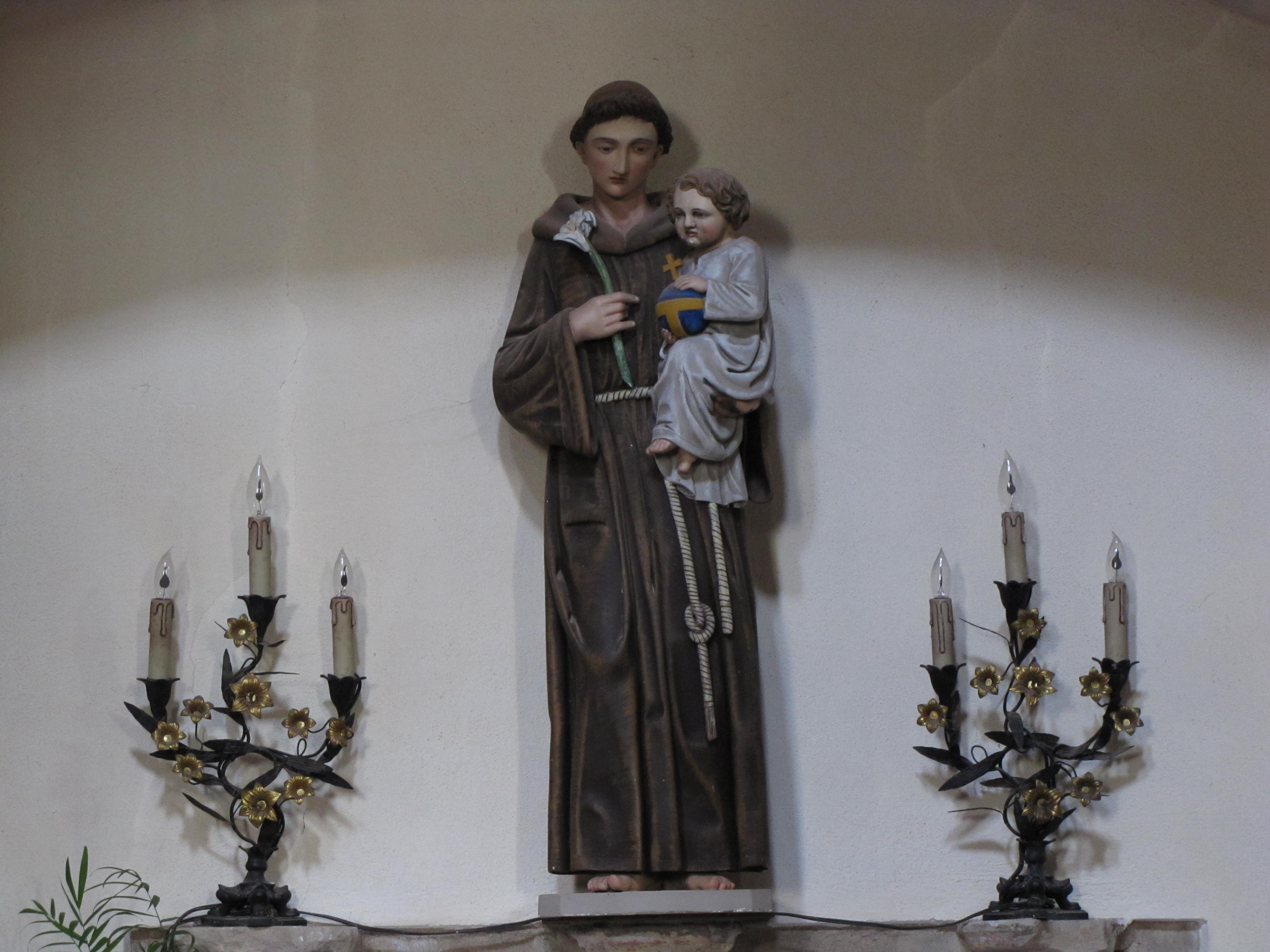
Imagen religiosa entre dos candelabros haciendo pendant.

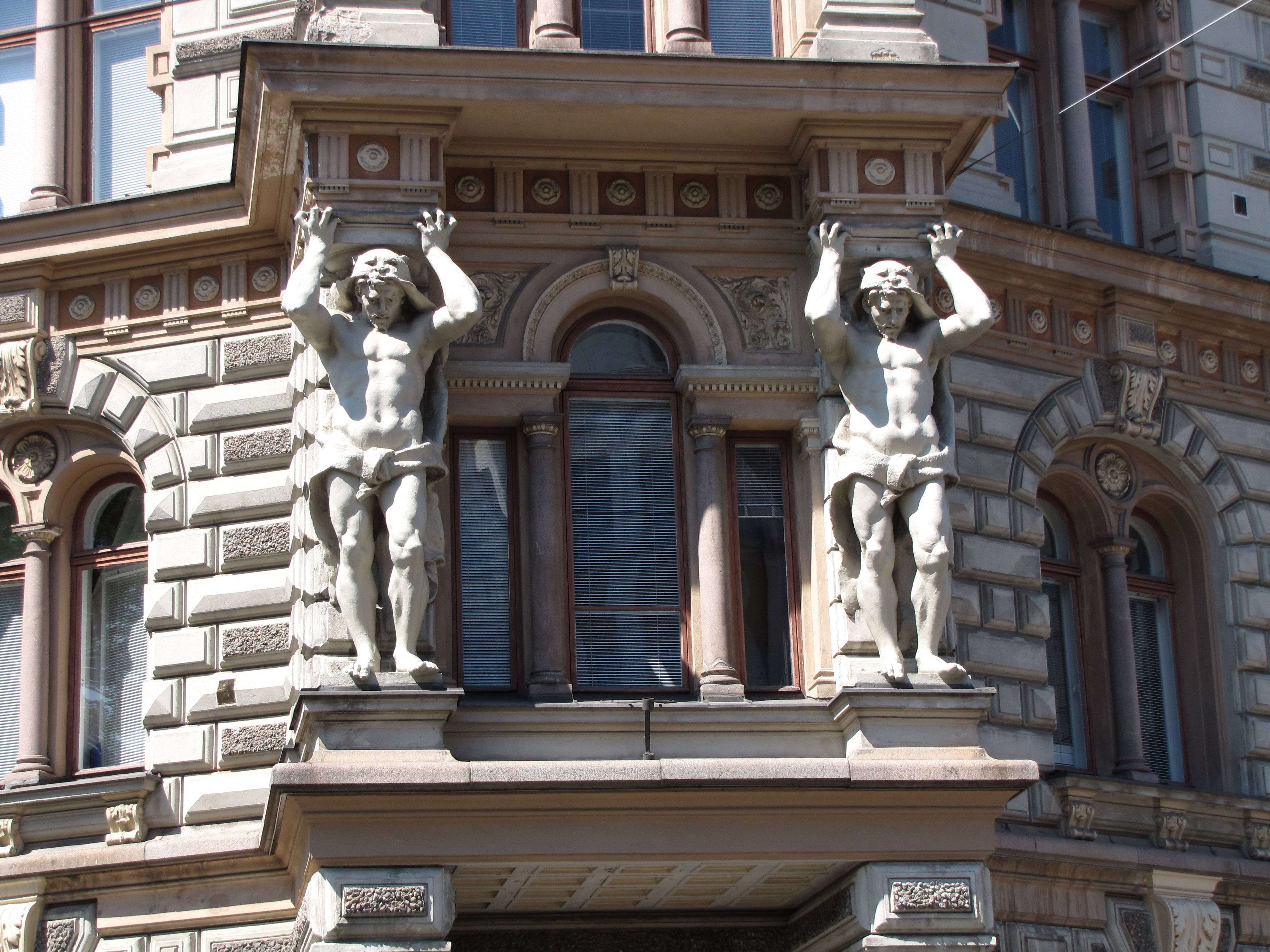
Dos atlantes flanqueando una serliana. No es usual denominar pendants a piezas, como éstas, que no sean de arte mueble.

Pendant es un término utilizado en la bibliografía de arte, especialmente en la expresión "formar pendant", para designar a una pareja de piezas (de cuadros, esculturas o incluso obras de artes decorativas, como relojes o candelabros) que se realiza expresamente con el fin de ser exhibida conjuntamente en un espacio adecuado (por ejemplo, flanqueando una puerta o formando simetría en una estancia o sobre un aparador). Habitualmente tienen las mismas o similares dimensiones y proporciones y se refieren al mismo tema artístico.

## Uso lingüístico
Algún uso tiene el galicismo castellano pandán (especialmente en la expresión "hacer pandán"), que tampoco se recoge en el DRAE.
El significado de la palabra francesa pendant es tanto "colgante" como "semejante" o "igual"; mientras que la expresión être le pendant de significa "ser el compañero de" o "ser equiparable con ", y el de la expresión faire pendant à significa "hacer pareja con".
No debe confundirse pendant o pandán con el término "pinjante" (traducible en inglés y francés por pendant o pendentif -véase también "pendiente").

### Ejemplos de uso
- Análisis de un cartón de Goya: El tapiz estaría situado en el lado oeste de la estancia, flanqueando el de Las floreras y formando pendant con Niños con perros de presa.

- Incluso se hace un uso metafórico de la expresión, para comparar a dos autores: se exhibe ahora entre nosotros esta muestra conjunta, formando pendant, del estadounidense John Singer Sargent (1856-1925) y el español Joaquín Sorolla (1863-1923), dos figuras cimeras del arte de la Belle Époque (Calvo Serraller, reseña en El País)

## Galería

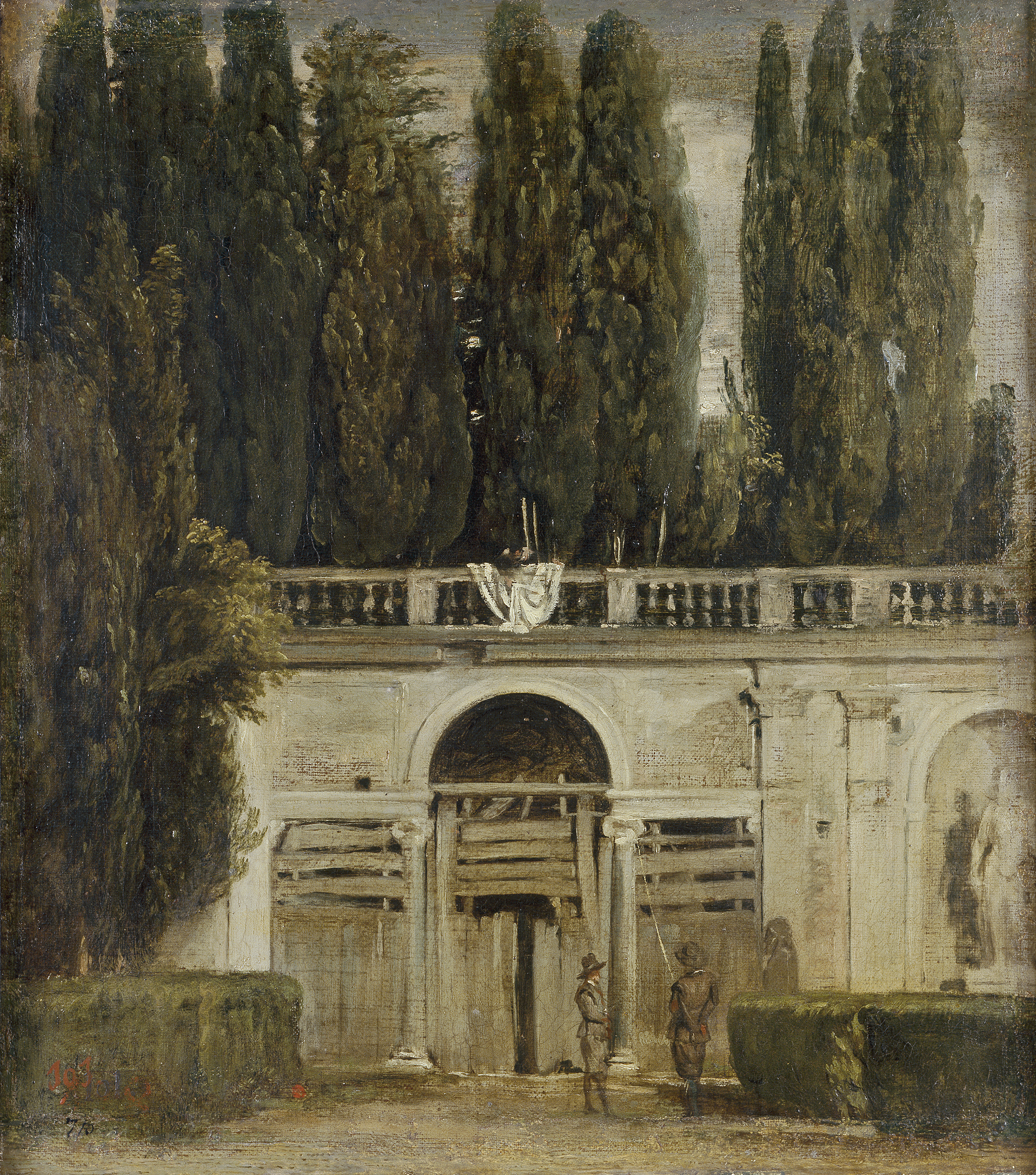
Vista del jardín de Villa Medici en Roma, de Velázquez.
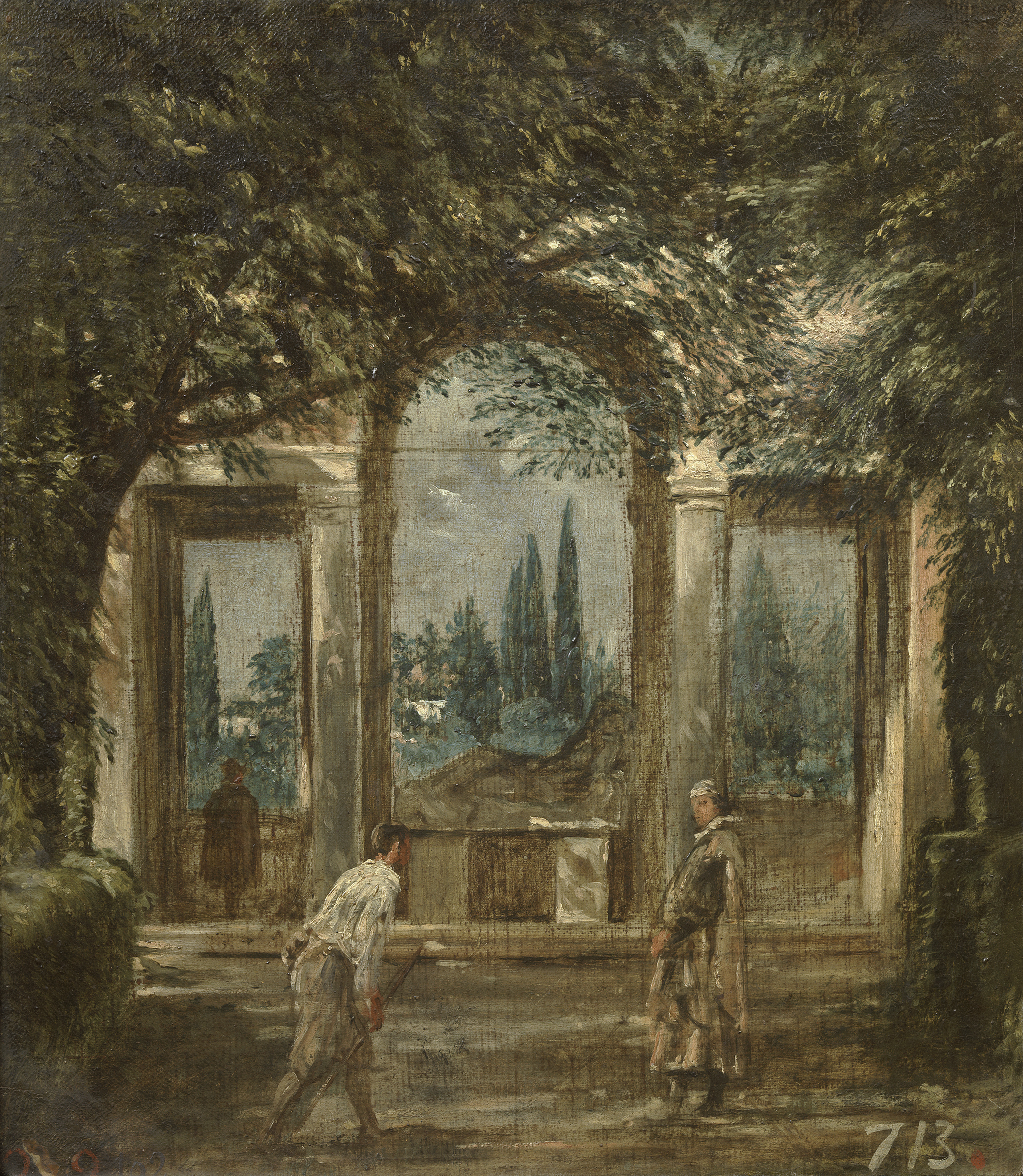
Mismo título, pendant del anterior.

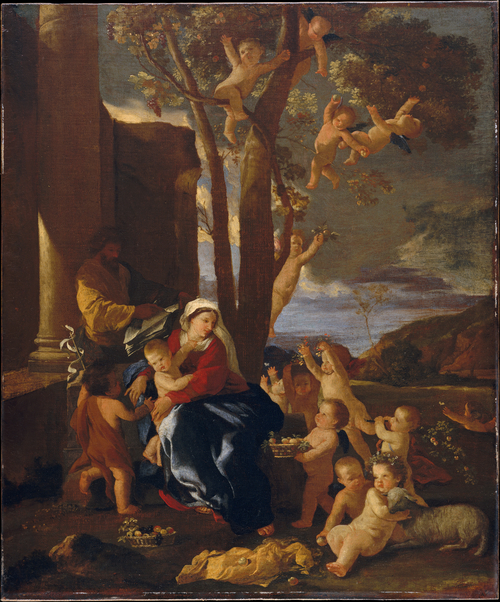
Descanso en la huida a Egipto, de Poussin.
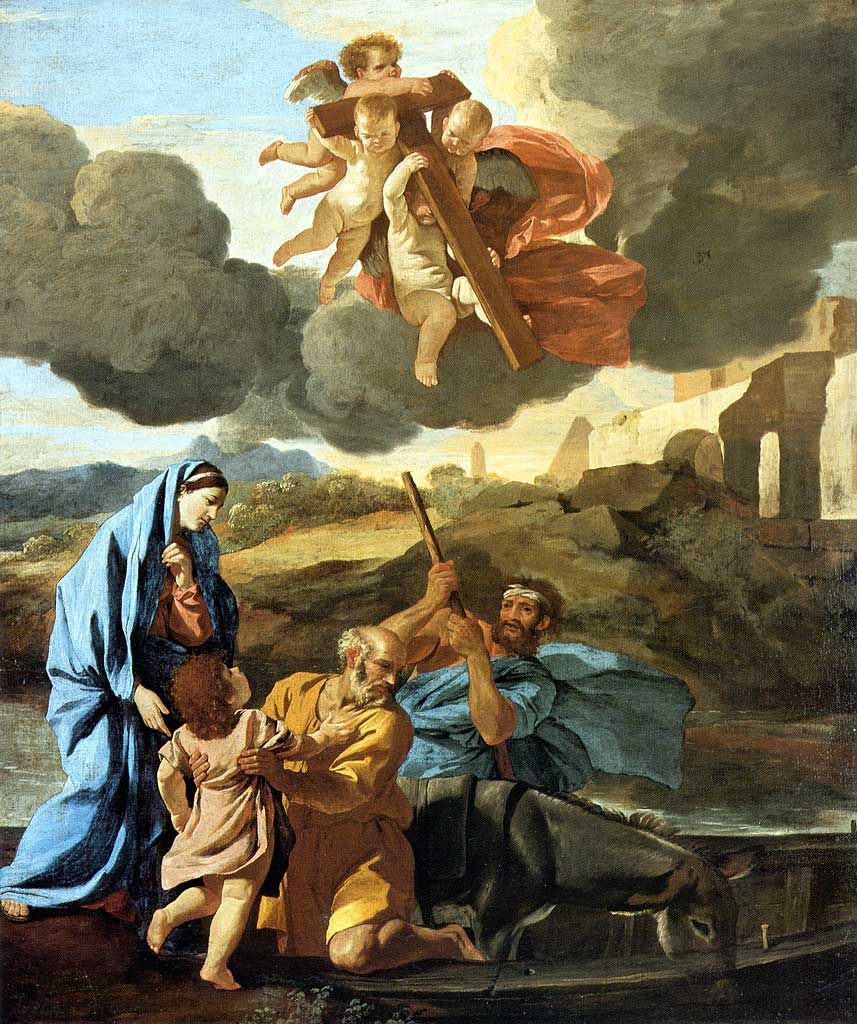
Retorno en la huida a Egipto, de Poussin, que forma pendant con el anterior.

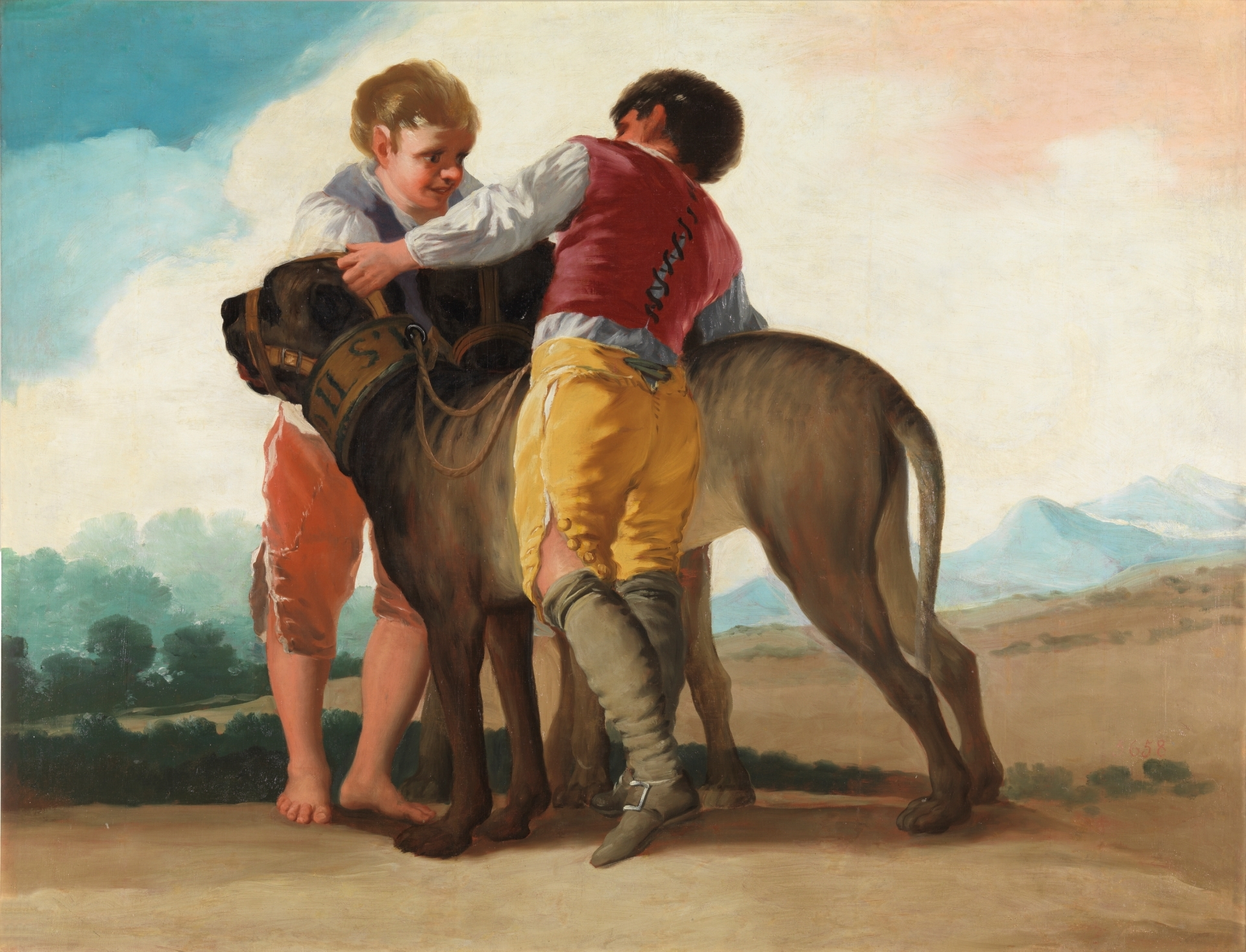
Niños con mastines, uno de los cartones de Goya.
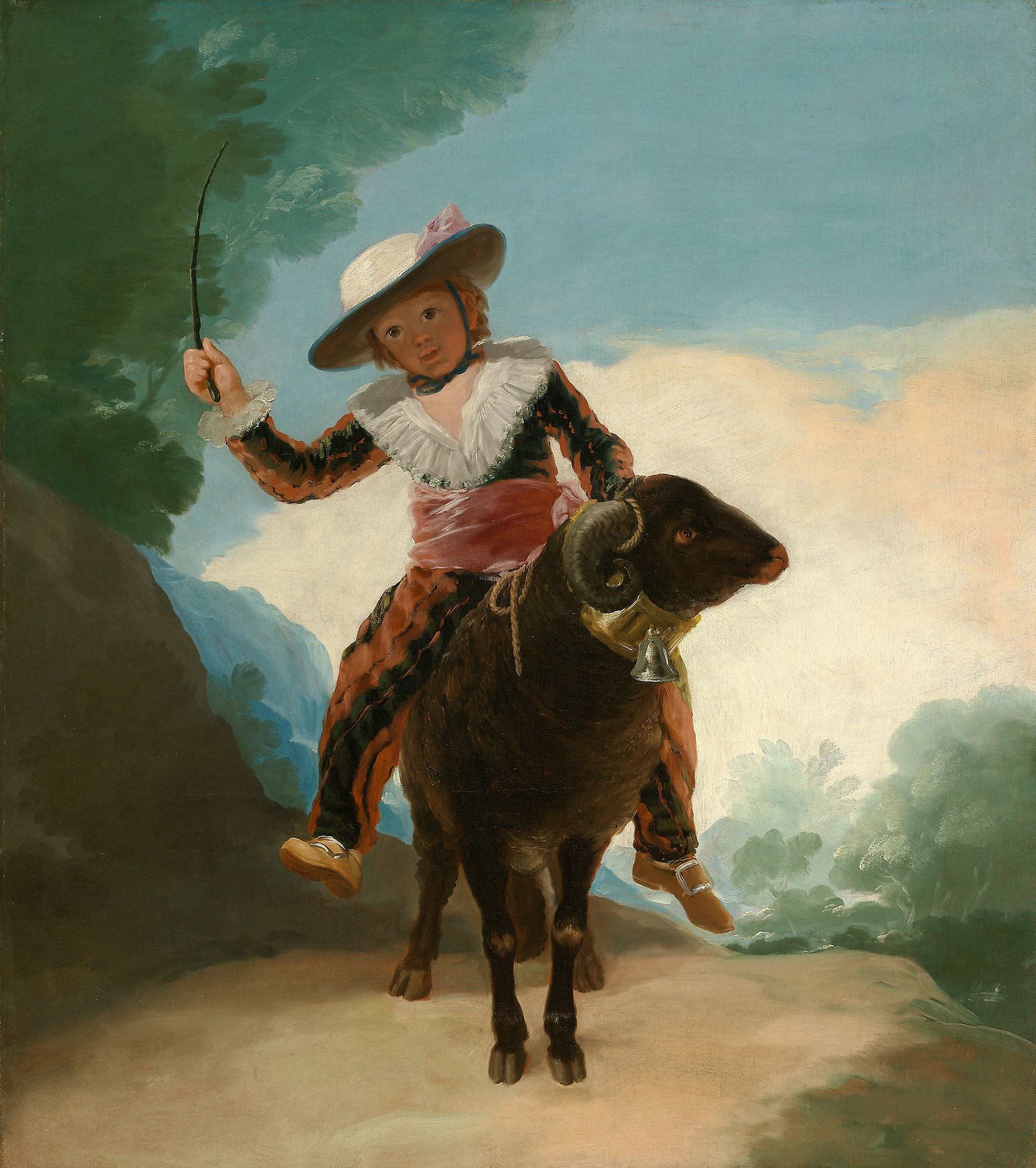
El niño del carnero, que forma pendant con el anterior. Es un ejemplo de cómo la identificación no tiene por qué significar identidad de formatos.